# Бэт-разделённый!
«Бэт-разделённый!» (англ. A Bat Divided!) — восьмой эпизод второго сезона американского мультсериала «Бэтмен: Отважный и смелый».

## Сюжет
Джейсон Раш и его тренер Ронни Рэймонд посещают с классом экскурсию в лаборатории. Туда же проникает доктор Экс, чтобы усилить своего энергетического двойника Дабл Экса. Прибывает Бэтмен, и учёный активирует взрыв реактора. Юноши оказываются около той комнаты, и когда реактор взрывается, то соединяет их воедино. У Джейсона теперь постоянно горят волосы. Бэтмен отводит его в пещеру для изучения. Однако из под обломков вылазит ещё один Бэтмен, очень злобный, и тоже отправляется домой. Затем из под камней выбирается и Бэтмен-лентяй, который также направляется в пещеру.
Доктор Экс планирует разыскать Раша и Рэймонда, которые заполучили его энергию. В пещере Бэтмен-крепыш набрасывается на них, но рассудительный Бэтмен просит его успокоиться. Когда приходит Бэтмен-лентяй, рассудительный Бэтмен понимает, что они разделились из-за взрыва реактора. Он продолжает изучать состояние Джейсона и Ронни, а когда выясняет, что нужно делать, чтобы вернуть всё обратно, то узнаёт от лентяя, что крепыш ушёл драться с преступниками. Они приходят в бильярдный клуб и помогают ему справиться с бандитами. Туда же прилетает Дабл Экс и похищает Раша и Рэймонда.
Доктор Экс выкачивает из них энергию, усилив Дабл Экса. Когда на помощь другу приходят Бэтмены, он сражается против них. Раш и Джейсон разделяются из-за потери энергии и выбираются из заточения. Они нападают на доктора и меняются с ним местами. Сила возвращается к ним, а Дабл Экс слабеет, и его побеждают. Джейсон уговаривает Бэтменов соединиться, произнеся речь, и те соглашаются. Бэтмен-лентяй прозывает нового героя Пламенным другом, но когда остаётся лишь один Бэтмен, то Джейсон берёт имя Огненный Шторм. Хотя Ронни потом говорит, что ему понравился первый вариант.

## Роли озвучивали
- Дидрих Бадер — Бэтмен
- Тайлер Джеймс Уильямс — Джейсон Раш (Огненный Шторм)
- Билл Фагербакки — Ронни Рэймонд
- Рон Перлман — Доктор Экс (Дабл Экс)

## Отзывы
Дэн Филлипс из IGN поставил эпизоду оценку 9,3 из 10 и написал, что «это одна из самых увлекательных серий на сегодняшний день, почти также как и жемчужины „Козни Музыкального мастера!“ и „Ужасные приключения Аквамена!“». Рецензент отметил, что «в эпизоде подробно рассказывается о происхождении Огненного Шторма, и в нём есть значительные изменения по сравнению с классическим персонажем DC». Он добавил, что «результат работает чудесно, создавая динамику, в которой тупой, оптимистичный футбольный тренер (Ронни) обнаруживает, что его разум заперт в ядерном теле умного ботаника (Джейсона)». Критику также понравилась фраза Бэтмена-крепыша, что «Бэтмен не ест начос!».